# Dieppe (quận)
Quận Dieppe là một quận của Pháp, nằm ở tỉnh Seine-Maritime, ở vùng Normandie. Quận này có 20 tổng và 350 xã.

## Các đơn vị hành chính

### Các tổng
Các tổng của quận Dieppe là: 
1. Argueil
2. Aumale
3. Bacqueville-en-Caux
4. Bellencombre
5. Blangy-sur-Bresle
6. Cany-Barville
7. Dieppe-Est
8. Dieppe-Ouest
9. Envermeu
10. Eu
11. Fontaine-le-Dun
12. Forges-les-Eaux
13. Gournay-en-Bray
14. Londinières
15. Longueville-sur-Scie
16. Neufchâtel-en-Bray
17. Offranville
18. Saint-Saëns
19. Saint-Valery-en-Caux
20. Tôtes

### Các xã
Các xã của quận Dieppe, và mã INSEE là: 
| 1. Ambrumesnil (76004)                 | 2. Ancourt (76008)                      | 3. Angiens (76015)                      | 4. Anglesqueville-la-Bras-Long (76016)   |
| 5. Anneville-sur-Scie (76019)          | 6. Ardouval (76024)                     | 7. Argueil (76025)                      | 8. Arques-la-Bataille (76026)            |
| 9. Assigny (76027)                     | 10. Aubermesnil-Beaumais (76030)        | 11. Aubermesnil-aux-Érables (76029)     | 12. Auberville-la-Manuel (76032)         |
| 13. Aubéguimont (76028)                | 14. Auffay (76034)                      | 15. Aumale (76035)                      | 16. Auppegard (76036)                    |
| 17. Auquemesnil (76037)                | 18. Autigny (76040)                     | 19. Auvilliers (76042)                  | 20. Auzouville-sur-Saâne (76047)         |
| 21. Avesnes-en-Bray (76048)            | 22. Avesnes-en-Val (76049)              | 23. Avremesnil (76050)                  | 24. Bacqueville-en-Caux (76051)          |
| 25. Bailleul-Neuville (76052)          | 26. Baillolet (76053)                   | 27. Bailly-en-Rivière (76054)           | 28. Baromesnil (76058)                   |
| 29. Bazinval (76059)                   | 30. Beaubec-la-Rosière (76060)          | 31. Beaumont-le-Hareng (76062)          | 32. Beaussault (76065)                   |
| 33. Beauval-en-Caux (76063)            | 34. Beauvoir-en-Lyons (76067)           | 35. Bellencombre (76070)                | 36. Bellengreville (76071)               |
| 37. Belleville-en-Caux (76072)         | 38. Belleville-sur-Mer (76073)          | 39. Belmesnil (76075)                   | 40. Berneval-le-Grand (76081)            |
| 41. Bertheauville (76083)              | 42. Bertreville (76084)                 | 43. Bertreville-Saint-Ouen (76085)      | 44. Bertrimont (76086)                   |
| 45. Biville-la-Baignarde (76096)       | 46. Biville-la-Rivière (76097)          | 47. Biville-sur-Mer (76098)             | 48. Blangy-sur-Bresle (76101)            |
| 49. Blosseville (76104)                | 50. Bosc-Bérenger (76119)               | 51. Bosc-Hyons (76124)                  | 52. Bosc-Mesnil (76126)                  |
| 53. Bosc-le-Hard (76125)               | 54. Bosville (76128)                    | 55. Bouelles (76130)                    | 56. Bourville (76134)                    |
| 57. Brachy (76136)                     | 58. Bracquemont (76137)                 | 59. Bracquetuit (76138)                 | 60. Bradiancourt (76139)                 |
| 61. Brametot (76140)                   | 62. Brunville (76145)                   | 63. Brémontier-Merval (76142)           | 64. Bully (76147)                        |
| 65. Bures-en-Bray (76148)              | 66. Butot-Vénesville (76732)            | 67. Bézancourt (76093)                  | 68. Cailleville (76151)                  |
| 69. Callengeville (76122)              | 70. Calleville-les-Deux-Églises (76153) | 71. Campneuseville (76154)              | 72. Canehan (76155)                      |
| 73. Canouville (76156)                 | 74. Cany-Barville (76159)               | 75. Clais (76175)                       | 76. Clasville (76176)                    |
| 77. Colmesnil-Manneville (76184)       | 78. Compainville (76185)                | 79. Conteville (76186)                  | 80. Cottévrard (76188)                   |
| 81. Crasville-la-Mallet (76189)        | 82. Crasville-la-Rocquefort (76190)     | 83. Cressy (76191)                      | 84. Criel-sur-Mer (76192)                |
| 85. Criquetot-sur-Longueville (76197)  | 86. Criquiers (76199)                   | 87. Critot (76200)                      | 88. Croisy-sur-Andelle (76201)           |
| 89. Croixdalle (76202)                 | 90. Cropus (76204)                      | 91. Crosville-sur-Scie (76205)          | 92. Cuverville-sur-Yères (76207)         |
| 93. Cuy-Saint-Fiacre (76208)           | 94. Dampierre-Saint-Nicolas (76210)     | 95. Dampierre-en-Bray (76209)           | 96. Dancourt (76211)                     |
| 97. Derchigny (76215)                  | 98. Dieppe (76217)                      | 99. Doudeauville (76218)                | 100. Douvrend (76220)                    |
| 101. Drosay (76221)                    | 102. Dénestanville (76214)              | 103. Elbeuf-en-Bray (76229)             | 104. Ellecourt (76233)                   |
| 105. Envermeu (76235)                  | 106. Ermenouville (76241)               | 107. Ernemont-la-Villette (76242)       | 108. Esclavelles (76244)                 |
| 109. Eu (76255)                        | 110. Fallencourt (76257)                | 111. Ferrières-en-Bray (76260)          | 112. Fesques (76262)                     |
| 113. Flamets-Frétils (76265)           | 114. Flocques (76266)                   | 115. Fontaine-en-Bray (76269)           | 116. Fontaine-le-Dun (76272)             |
| 117. Forges-les-Eaux (76276)           | 118. Foucarmont (76278)                 | 119. Fresles (76283)                    | 120. Fresnay-le-Long (76284)             |
| 121. Fresnoy-Folny (76286)             | 122. Freulleville (76288)               | 123. Fry (76292)                        | 124. Fréauville (76280)                  |
| 125. Gaillefontaine (76295)            | 126. Gancourt-Saint-Étienne (76297)     | 127. Glicourt (76301)                   | 128. Gonnetot (76306)                    |
| 129. Gonneville-sur-Scie (76308)       | 130. Gouchaupre (76310)                 | 131. Gournay-en-Bray (76312)            | 132. Grainville-la-Teinturière (76315)   |
| 133. Grandcourt (76320)                | 134. Graval (76323)                     | 135. Greny (76326)                      | 136. Greuville (76327)                   |
| 137. Grigneuseville (76328)            | 138. Gruchet-Saint-Siméon (76330)       | 139. Grumesnil (76332)                  | 140. Grèges (76324)                      |
| 141. Guerville (76333)                 | 142. Gueures (76334)                    | 143. Gueutteville-les-Grès (76336)      | 144. Guilmécourt (76337)                 |
| 145. Haucourt (76343)                  | 146. Haudricourt (76344)                | 147. Haussez (76345)                    | 148. Hautot-sur-Mer (76349)              |
| 149. Hermanville (76356)               | 150. Heugleville-sur-Scie (76360)       | 151. Hodeng-Hodenger (76364)            | 152. Hodeng-au-Bosc (76363)              |
| 153. Houdetot (76365)                  | 154. Héberville (76353)                 | 155. Illois (76372)                     | 156. Imbleville (76373)                  |
| 157. Incheville (76374)                | 158. Ingouville (76375)                 | 159. Intraville (76376)                 | 160. La Bellière (76074)                 |
| 161. La Chapelle-Saint-Ouen (76171)    | 162. La Chapelle-du-Bourgay (76170)     | 163. La Chapelle-sur-Dun (76172)        | 164. La Chaussée (76173)                 |
| 165. La Crique (76193)                 | 166. La Ferté-Saint-Samson (76261)      | 167. La Feuillie (76263)                | 168. La Fontelaye (76274)                |
| 169. La Gaillarde (76294)              | 170. La Hallotière (76338)              | 171. La Haye (76352)                    | 172. Lamberville (76379)                 |
| 173. Lammerville (76380)               | 174. Landes-Vieilles-et-Neuves (76381)  | 175. Le Bois-Robert (76112)             | 176. Le Bourg-Dun (76133)                |
| 177. Le Catelier (76162)               | 178. Le Caule-Sainte-Beuve (76166)      | 179. Le Fossé (76277)                   | 180. Le Mesnil-Durdent (76428)           |
| 181. Le Mesnil-Lieubray (76431)        | 182. Le Mesnil-Réaume (76435)           | 183. Le Thil-Riberpré (76691)           | 184. Le Tréport (76711)                  |
| 185. Les Cent-Acres (76168)            | 186. Les Grandes-Ventes (76321)         | 187. Les Ifs (76371)                    | 188. Lestanville (76383)                 |
| 189. Lintot-les-Bois (76389)           | 190. Londinières (76392)                | 191. Longmesnil (76393)                 | 192. Longroy (76394)                     |
| 193. Longueil (76395)                  | 194. Longueville-sur-Scie (76397)       | 195. Lucy (76399)                       | 196. Luneray (76400)                     |
| 197. Malleville-les-Grès (76403)       | 198. Manneville-ès-Plains (76407)       | 199. Manéhouville (76405)               | 200. Marques (76411)                     |
| 201. Martigny (76413)                  | 202. Martin-Église (76414)              | 203. Massy (76415)                      | 204. Mathonville (76416)                 |
| 205. Maucomble (76417)                 | 206. Mauquenchy (76420)                 | 207. Melleville (76422)                 | 208. Mesnil-Follemprise (76430)          |
| 209. Mesnil-Mauger (76432)             | 210. Mesnières-en-Bray (76427)          | 211. Meulers (76437)                    | 212. Millebosc (76438)                   |
| 213. Molagnies (76440)                 | 214. Monchaux-Soreng (76441)            | 215. Monchy-sur-Eu (76442)              | 216. Montreuil-en-Caux (76449)           |
| 217. Montroty (76450)                  | 218. Montérolier (76445)                | 219. Morienne (76606)                   | 220. Mortemer (76454)                    |
| 221. Morville-sur-Andelle (76455)      | 222. Muchedent (76458)                  | 223. Ménerval (76423)                   | 224. Ménonval (76424)                    |
| 225. Mésangueville (76426)             | 226. Nesle-Hodeng (76459)               | 227. Nesle-Normandeuse (76460)          | 228. Neuf-Marché (76463)                 |
| 229. Neufbosc (76461)                  | 230. Neufchâtel-en-Bray (76462)         | 231. Neuville-Ferrières (76465)         | 232. Nolléval (76469)                    |
| 233. Notre-Dame-d'Aliermont (76472)    | 234. Notre-Dame-du-Parc (76478)         | 235. Nullemont (76479)                  | 236. Néville (76467)                     |
| 237. Ocqueville (76480)                | 238. Offranville (76482)                | 239. Omonville (76485)                  | 240. Osmoy-Saint-Valery (76487)          |
| 241. Ouainville (76488)                | 242. Ouville-la-Rivière (76492)         | 243. Paluel (76493)                     | 244. Penly (76496)                       |
| 245. Pierrecourt (76500)               | 246. Pleine-Sève (76504)                | 247. Pommereux (76505)                  | 248. Pommeréval (76506)                  |
| 249. Ponts-et-Marais (76507)           | 250. Preuseville (76511)                | 251. Puisenval (76512)                  | 252. Quiberville (76515)                 |
| 253. Quièvrecourt (76516)              | 254. Rainfreville (76519)               | 255. Ricarville-du-Val (76526)          | 256. Richemont (76527)                   |
| 257. Rieux (76528)                     | 258. Rocquemont (76532)                 | 259. Roncherolles-en-Bray (76535)       | 260. Ronchois (76537)                    |
| 261. Rosay (76538)                     | 262. Rouvray-Catillon (76544)           | 263. Rouxmesnil-Bouteilles (76545)      | 264. Royville (76546)                    |
| 265. Réalcamp (76520)                  | 266. Rétonval (76523)                   | 267. Saint-Aubin-le-Cauf (76562)        | 268. Saint-Aubin-sur-Mer (76564)         |
| 269. Saint-Aubin-sur-Scie (76565)      | 270. Saint-Crespin (76570)              | 271. Saint-Denis-d'Aclon (76572)        | 272. Saint-Denis-sur-Scie (76574)        |
| 273. Saint-Germain-d'Étables (76582)   | 274. Saint-Germain-sur-Eaulne (76584)   | 275. Saint-Hellier (76588)              | 276. Saint-Honoré (76589)                |
| 277. Saint-Jacques-d'Aliermont (76590) | 278. Saint-Léger-aux-Bois (76598)       | 279. Saint-Maclou-de-Folleville (76602) | 280. Saint-Mards (76604)                 |
| 281. Saint-Martin-Osmonville (76621)   | 282. Saint-Martin-au-Bosc (76612)       | 283. Saint-Martin-aux-Buneaux (76613)   | 284. Saint-Martin-en-Campagne (76618)    |
| 285. Saint-Martin-l'Hortier (76620)    | 286. Saint-Martin-le-Gaillard (76619)   | 287. Saint-Michel-d'Halescourt (76623)  | 288. Saint-Nicolas-d'Aliermont (76624)   |
| 289. Saint-Ouen-le-Mauger (76629)      | 290. Saint-Ouen-sous-Bailly (76630)     | 291. Saint-Pierre-Bénouville (76632)    | 292. Saint-Pierre-des-Jonquières (76635) |
| 293. Saint-Pierre-en-Val (76638)       | 294. Saint-Pierre-le-Vieux (76641)      | 295. Saint-Pierre-le-Viger (76642)      | 296. Saint-Quentin-au-Bosc (76643)       |
| 297. Saint-Riquier-en-Rivière (76645)  | 298. Saint-Riquier-ès-Plains (76646)    | 299. Saint-Rémy-Boscrocourt (76644)     | 300. Saint-Saire (76649)                 |
| 301. Saint-Saëns (76648)               | 302. Saint-Sylvain (76651)              | 303. Saint-Vaast-d'Équiqueville (76652) | 304. Saint-Vaast-du-Val (76654)          |
| 305. Saint-Valery-en-Caux (76655)      | 306. Saint-Victor-l'Abbaye (76656)      | 307. Sainte-Agathe-d'Aliermont (76553)  | 308. Sainte-Beuve-en-Rivière (76567)     |
| 309. Sainte-Colombe (76569)            | 310. Sainte-Foy (76577)                 | 311. Sainte-Geneviève (76578)           | 312. Sainte-Marguerite-sur-Mer (76605)   |
| 313. Sassetot-le-Malgardé (76662)      | 314. Sasseville (76664)                 | 315. Sauchay (76665)                    | 316. Saumont-la-Poterie (76666)          |
| 317. Sauqueville (76667)               | 318. Saâne-Saint-Just (76549)           | 319. Sept-Meules (76671)                | 320. Serqueux (76672)                    |
| 321. Sigy-en-Bray (76676)              | 322. Smermesnil (76677)                 | 323. Sommery (76678)                    | 324. Sotteville-sur-Mer (76683)          |
| 325. Sévis (76674)                     | 326. Thil-Manneville (76690)            | 327. Tocqueville-en-Caux (76694)        | 328. Tocqueville-sur-Eu (76696)          |
| 329. Torcy-le-Grand (76697)            | 330. Torcy-le-Petit (76698)             | 331. Touffreville-sur-Eu (76703)        | 332. Tourville-la-Chapelle (76704)       |
| 333. Tourville-sur-Arques (76707)      | 334. Tôtes (76700)                      | 335. Val-de-Saâne (76018)               | 336. Varengeville-sur-Mer (76720)        |
| 337. Varneville-Bretteville (76721)    | 338. Vassonville (76723)                | 339. Vatierville (76724)                | 340. Ventes-Saint-Rémy (76733)           |
| 341. Veules-les-Roses (76735)          | 342. Veulettes-sur-Mer (76736)          | 343. Vieux-Rouen-sur-Bresle (76739)     | 344. Villers-sous-Foucarmont (76744)     |
| 345. Villy-sur-Yères (76745)           | 346. Vittefleur (76748)                 | 347. Vénestanville (76731)              | 348. Wanchy-Capval (76749)               |
| 349. Étaimpuis (76249)                 | 350. Étalondes (76252)                  |                                         |                                          |